# ЮМЗ 8244 (трактор)
ЮМЗ-8244 — сімейство універсальних колісних тракторів сільськогосподарського та промислового призначення з колісною формулою 4х4, що випускається Південним машинобудівним заводом.

## Опис
Трактор ЮМЗ-8240 створений на базі трактора ЮМЗ-8040 з установкою переднього ведучого моста.

### Технічні характеристики
- Колісна база, мм 2360
- Регульована колія, мм
  - передніх коліс: 1357-1893
  - задніх коліс: 1400-1800
- Габаритні розміри, мм - довжина x ширина x висота:   4100x1930x2830

## Модифікації
- ЮМЗ-8240 — базова модель з двигуном Д-243 потужністю 80 к.с., 12-ст. синхронізованою КПП та переднім ведучим мостом портального типу (МТЗ)
- ЮМЗ-8244 — модифікація з двигуном Д-243 потужністю 80 к.с., 12-ст. синхронізованою КПП та переднім ведучим мостом балочного типу (Carraro)
- ЮМЗ-8244.2 — модифікація з двигуном Д-243 потужністю 80 к.с., 9-ст. механічною КПП та переднім ведучим мостом балочного типу (Carraro)[1]
- ЮМЗ-8244.2М — модифікація з двигуном Д-243 потужністю 80 к.с., 9-ст. механічною КПП, переднім ведучим мостом балочного типу (Carraro), новим пластиковим капотом і новою кабіною
- ЮМЗ-10240 — модифікація з двигуном Д-245 потужністю 100 к.с., 12-ст. синхронізованою КПП та переднім ведучим мостом портального типу (МТЗ)
- ЮМЗ-10244Н — модифікація з двигуном Д-245 потужністю 105 к.с., 16-ст. механічною КПП, новим пластиковим капотом і новою кабіною (представлений в 2013 році)[2]
- ЮМЗ-10254Н — модифікація з двигуном Perkins потужністю 102 к.с., 16-ст. механічною КПП Haima, новим пластиковим капотом і новою кабіною (представлений в 2014 році)[3][4]
- ЮМЗ-10264Н — модифікація з двигуном Deutz потужністю 100 к.с., 16-ст. механічною КПП Haima, новим пластиковим капотом і новою кабіною